# جنگ اجتماعی (۹۱-۸۷ پیش از میلاد)
جنگ اجتماعی (۹۱-۸۷ پ. م) (به انگلیسی: (Social War (91–87 BC) از لاتین bellum sociale، که جنگ متحدان او «جنگ ایتالیایی» یا «جنگ مارسیک» نیز نامیده می‌شود. از سال ۹۱ تا ۸۷ پیش از میلاد بین جمهوری روم و چندین متحد خودمختار آن سوچی‌ها در ایتالیا درگرفت. متحدان ایتالیایی خواهان شهروندی رومی بودند، چون هم موقعیت و نفوذ به همراه داشت و هم حق رأی در انتخابات و قوانین رومی. باورمند بودند با آنها باید مثل رومیان رفتار شود زیرا آنها پیوندهای فرهنگی و زبانی با تمدن روم ایجاد کرده بودند و برای بیش از دو قرن متحدان وفادار روم بودند. رومی‌ها به شدت با خواسته‌های آنان مخالفت کردند و از اعطای شهروندی به آنها خودداری کردند و بدین ترتیب گروه‌های ایتالیایی با حقوق و امتیازات کمتری مواجه شدند.
اوضاع در سال ۹۱ پیش از میلاد بحرانی و منجر به وقوع یک جنگ ویرانگر شد که در آن متحدان ایتالیایی به رهبری سامنیت و مارسی به مدت چهار سال شورش علیه حکومت روم را رهبری کردند. اکثر متحدان اتروسک، آمبریا و لاتین به شورش نپیوستند. به منظور پایان دادن به درگیری و برای جلوگیری از درگیری‌های مشابه در آینده، رومیان قوانین متعددی را تصویب کردند که به موجب آن مردم و شهرهایی که به روم وفادار می‌ماندند یا تسلیم می‌شدند، تابعیت رومی را دریافت می‌کردند. تا سال ۸۷ پیش از میلاد، پیروزی روم کامل شد و شهروندی به تمام شبه جزیره ایتالیا گسترش یافت.

## جنگ‌های اجتماعی
جنگ اجتماعی به موارد زیر اشاره دارد:
- جنگ اجتماعی (۳۵۷–۳۵۵ پ.م.) یا جنگ متفقین، بین امپراتوری دوم آتن و متحدان کیوس، رودس و جزیره کوس و همچنین بیزانس درگرفت.
- جنگ اجتماعی (۲۲۰–۲۱۷ پ.م.)، در میان ایالات جنوبی یونان جنگی رخ داد.
- جنگ اجتماعی (۹۱-۸۷ پ.م.) یا جنگ ایتالیایی یا مارسیک، بین جمهوری روم با چندین ایالت متحد ایتالیا درگرفت.

## جنگ

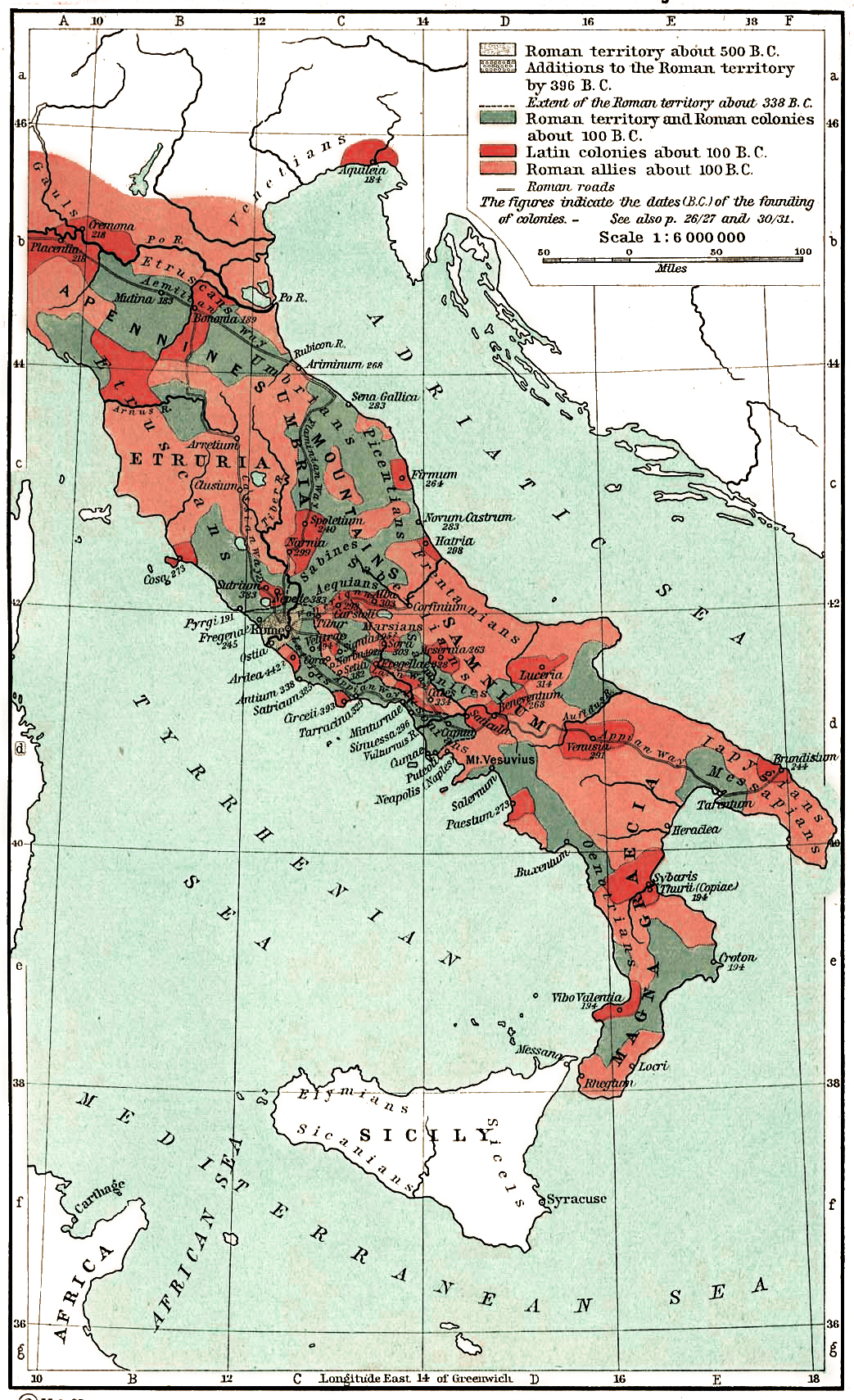
نقشه کنفدراسیون روم در سال ۱۰۰ پیش از میلاد، در آستانه جنگ اجتماعی. سرزمین های رومی (به رنگ سبز) در مرکز استراتژیک شبه جزیره ایتالیا و دشت ساحلی تیرنیا قرار دارند. مستعمرات لاتین (قرمز تیره) در مکان های استراتژیک پراکنده شده اند. دیگر متحدان سوچی‌ها به رنگ صورتی در داخل کوهستان متمرکز شده است.

جنگ اجتماعی در سال ۹۱ پیش از میلاد با شورش متحدان ایتالیایی آغاز شد. به استثنای ونوسیا، سایر لاتین ها به طور کلی به روم وفادار ماندند. اتروسک ها و آمبریها، که قدرتمندترین قبیله‌های متحدان بودند، عمدتا در آغاز اعلان بی طرفی کردند. به زودی از طرف رم به آنها پیشنهاد شهروندی داده شد تا از پیوستن آنها به شورش متحدان جلوگیری شود. متحدان شورشی نه تنها جدایی رسمی از رم بلکه سازماندهی مجدد "ایتالیا" (اصطلاح رومی برای شبه جزیره) را به عنوان فدراسیون مستقل خود، با پایتختی  کورفینیوم خواستار شدند. (در مدرن آبروتزو) که به «ایتالیکا» تغییر نام داد. برای پرداخت هزینه سربازان، سکه ضرب کردند که به عنوان تبلیغ علیه رم استفاده می شد. سکه ها هشت جنگجو را در حال سوگند نشان می دهند که احتمالاً نماینده قبیله های مارسی، پیسنتین، پائلینی، ماروچینی، وستینی، فرنتانی، سامنیت ها و هیربینی هستند.

## امتیازات رومی به متفقین
سکستوس ژولیوس سزار (کنسول ۹۱ پیش از میلاد) در طول کنسولگری خود، از «لگس یولیای» حمایت مالی می‌کرد. این قانون به تمام جوامع لاتین و ایتالیایی شهروندی کامل ارائه می‌کرد که علیه روم قیام نکرده بودند. این کار عمدتاً برای جلوگیری از پیوستن اتروسک‌ها به شورش آمبریاها انجام شد.
با این حال، قانون گزینه شهروندی را به کل جوامع و نه به افراد پیشنهاد می‌کرد. این بدان معناست که هر جامعه فردی باید پیش از اجرایی شدن قانون، به احتمال زیاد با رأی‌گیری در مجمع، قانون را تصویب می‌کرد. همچنین تحت لگس یولیای امکان اعطای شهروندی به عنوان پاداش برای خدمات نظامی برجسته در این زمینه وجود داشت.
فرض بر این است که لگس یولیای با یک اساسنامه تکمیلی، لکس پلاتیا پاپیریا که بیان می‌کرد یک مرد ثبت نام شده از یک دولت متحد ایتالیایی می‌تواند با ارائه خود به یک پراتور رومی در مدت ۶۰ روز پس از تصویب قانون، تابعیت رومی را به دست آورد. این قانون به ایتالیایی‌هایی که علیه روم شورش کرده بودند، تابعیت رومی اعطا کرد.